# Carla Carrillo
 (décembre 2019).
Si vous disposez d'ouvrages ou d'articles de référence ou si vous connaissez des sites web de qualité traitant du thème abordé ici, merci de compléter l'article en donnant les références utiles à sa vérifiabilité et en les liant à la section « Notes et références ».
Carla Carrillo, née le 14 février 1986 à Mexico, est une actrice et mannequin mexicaine. Elle est diplômée du CEFAT de TV Azteca. Elle participe à des feuilletons tels que Pobre diabla (2009), Huérfanas (2011), Amor captivo (2012) et plus récemment dans la série télévisée El Chema.

## Carrière
Carla Carrillo rejoint le CEFAT pour étudier le jeu d'acteur et le mannequinat. Elle commence en 2005 dans le feuilleton Top Models. En 2009, elle participe au feuilleton Pobre Diabla. Elle joue ensuite dans Huérfanas en 2011 avec Ana Belena (en) et Fernando Alonso. En 2012 et 2013, elle participe à Captive Love and Man you had be, en 2014, elle joue dans Las Bravo avec Edith González et Mauricio Islas. En 2016, elle joue dans El Chema avec Mauricio Ochmann. Carrillo participe à divers travaux, notamment La mujer de mi vida.
Sa fille, Regina, suit ses traces, puisqu'elle a l'occasion de jouer le rôle sa mère pendant son enfance. 
Carrillo fait partie de la série biographique José José, créée avec la participation d'Itatí Cantoral. Carla fait partie du casting principal d'une série d'Alejandra Guzmán. En 2018, elle se joint au feuilleton Televisa, Mi marido tiene más familia.